# OMV
OMV (Österreichische Mineralölverwaltung) je avstrijsko plinsko/naftno podjetje, ki se ukvarja z iskanjem, proizvodnjo, predelavo in distribucijo. Podjetje ima 26800 zaposlenih in je s prodajo €42 milijard največje avstrijsko podjetje.
Leta 2013 je OMV proizvedel 288000 ekvivalentnih sodčkov nafte/dan (45800 m3/dan), večina proizvodnje je iz Avstrije in Romunije. Podjetje ima za okrog 1131 milijonov sodčkov (179,8×106 m3) dokazanih rezerv. OMV ima kapacitete za rafiniranje okrog 17,4 milijonov nafte na leto. Podjetje ima 4200 črpalk v 11 državah. 
OMV je junija 2007 hotel prevzeti madžarskega MOL-a, vendar do tega ni prišlo.